# لمياء الكيلاني
لمياء أحمد داود سلمان الكيلاني النقيب (1931-2019)، أثارية وأكاديمية عراقية، حصلت عل شهادة البكالوريوس في الآثار من كلية الاداب جامعة بغداد عام 1957 بتفوق وعلى شهادة الدكتوراه في الاثار من جامعة كامبردج في بريطانيا عام 1966.

## سيرتها
ولدت لمياء الكيلاني في عائلة تتحدر من القطب الصوفي الأشهر عبد القادر الجيلاني في بغداد، وأتمت دراستها الابتدائية والثانوية فيها، ودخلت كلية الآداب جامعة بغداد في قسم الآثار، وبعد تخرجها غادرت بغداد لحصولها على زمالة في جامعة كيمبردج في بريطانيا لدراسة الآثار لتعود إلى بغداد عام 1961 كأول امرأة عراقية درست الآثار في الجامعات الغربية. وعملت في المتحف العراقي الذي كان يديره في تلك الفترة الآثاري العراقي فرج بصمجي، الذي كلفها بعمل يحتاج إلى بذل الكثير من الجهد والصبر، فقد تكدست في المتحف العراقي آلاف الأختام الاسطوانية، وقد كلفت الكيلاني بفرزها وتبويبها وتصويرها فوتوغرافيا لغرض أرشفتها، مما ولد في نفسها عشقا سيتطور لاحقا إلى دراسة اكاديمية، بعد ذلك تولى إدارة المتحف أحد أشهر آثاريي العراق وهو طه باقر، الذي كان ذو عقلية متفتحة فيما يخص التعامل مع المرأة في حقل الآثار، وقد ابتدأت حينها أعمال التنقيب في موقع قرب بغداد مما وفر فرصة مناسبة للدكتورة لمياء الكيلاني للمشاركة، وبذلك كانت أول عراقية تشارك في أعمال التنقيب عن الآثار العراقية، شاركت في أعمال تنقيب في محيط بغداد في تل الضباعي القريب من تل حرمل فكانت أول عراقية تشارك في أعمال التنقيب، ولقد حصلت على شهادة الماجستير من جامعة ادنبرة وكان موضوع اطروحتها (الأواني السومرية الفخارية الطقسية)، ثم اكملت رحلتها العلمية في جامعة لندن حيث حصلت على درجة الدكتوراة وكانت اطروحتها عن (الاختام الاسطوانية)، وعملت لسنوات في المتحف العراقي ودرست في العديد من الجامعات والفت وشاركت في تأليف عددا من الكتب، كما شاركت في مؤتمرات عديدة والقت العديد من المحاضرات عن آثار العراق في مختلف دول العالم.

## وفاتها
توفيت لمياء الكيلاني في عمّان يوم الجمعة الموافق 12 جمادى الأولى 1440 هـ / 18 يناير 2019 عن عمر يناهز 88 عاما.